# ليام بوند
ليام بوند (بالإنجليزية: Liam Bond)‏ هو لاعب غولف بريطاني، ولد في 29 يوليو 1970 في ساوثبورت ‏ في المملكة المتحدة.

## وصلات خارجية
- ليام بوند على موقع رابطة أوروبا للاعبي الغولف المحترفين (الإنجليزية)